# Florentius

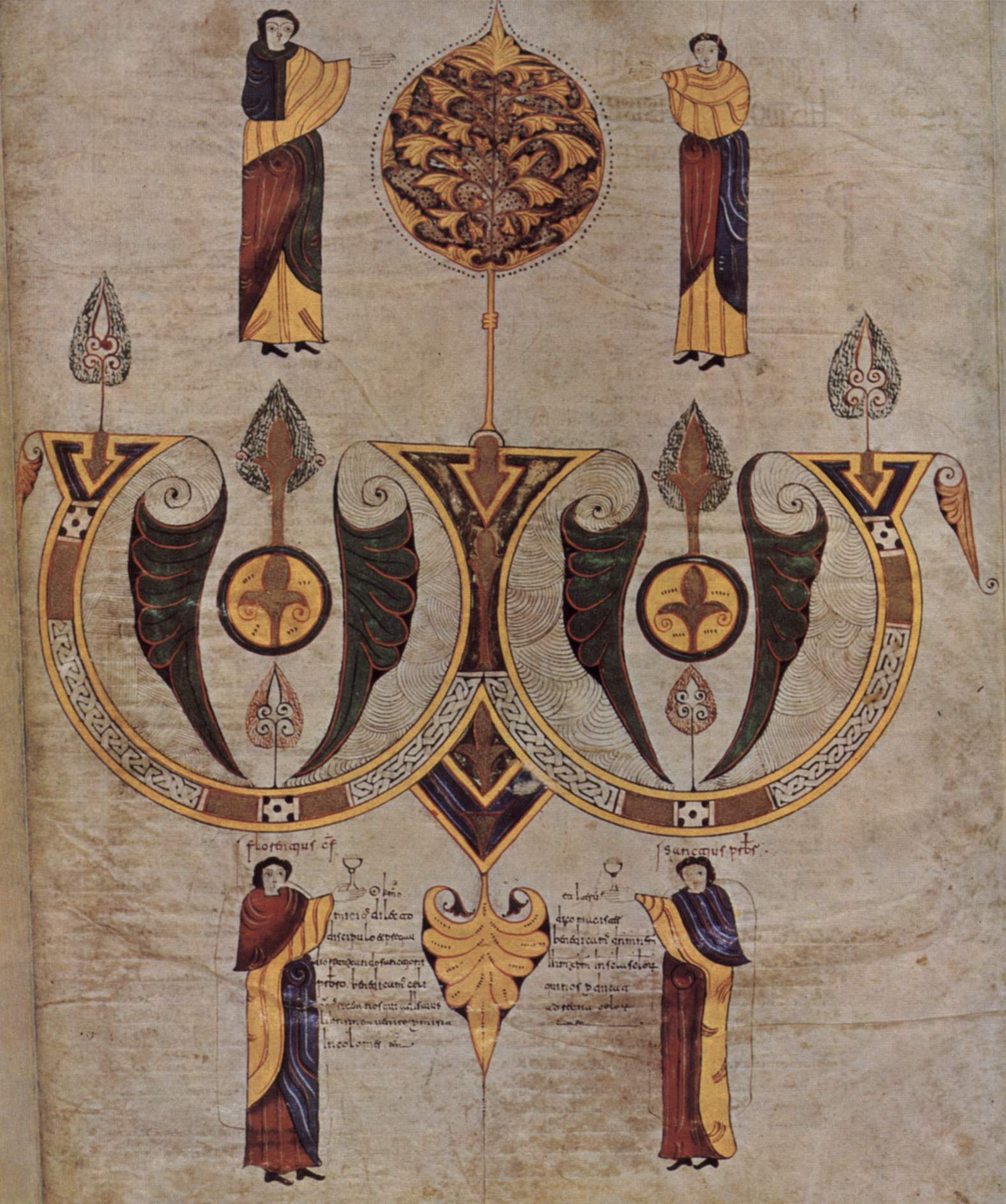
Florentius e Sanctius, colophon della Bibbia della collegiata di San Isidoro a León (cod.2) con i ritratti dei due scribi e miniatori (960)

Florentius (... – post 943) è stato un miniatore spagnolo.

## Biografia
Sappiamo solo che nel 937 si trovava presso il monastero castigliano di Valeránica e nel 943 decorava una Bibbia oggi perduta. Successivamente copia uno Smaragdo tuttora conservato alla Cattedrale di Cordova.
Il Commento morale a Giobbe di papa Gregorio I, miniato in un monastero a Valerànica, nel 945, e ora conservato a Madrid nella Biblioteca Nacional (cod. 80), ha all'inizio del manoscritto un acrostico costituito da un labirinto di lettere, a formare la frase Florentius indignum memorare, al foglio opposto è il monogramma di Cristo, nel colophon è la scritta, divenuta poi tipica in molti manoscritti miniati: 
Il lavoro dello scriba è il ristoro del lettore. Il primo toglie le forze al corpo, l'altro favorisce lo spirito. Chi non sa scrivere non lo considera una fatica, ma se vuoi un racconto dettagliato ti dirò che il lavoro è duro: annebbia gli occhi, curva la schiena, schiaccia le costole e il ventre, fa dolere le reni e tutto il corpo. Pertanto, o lettore, volta le pagine delicatamente e tieni le dita lontano dalle lettere, poiché come la grandine toglie fecondità alla terra, così il lettore incauto rovina la scrittura e il libro, infatti come ai marinai è gradito trovare il porto finale, così per lo scriba è l'ultima riga.
Nel 960 realizza la Bibbia della collegiata di San Isidoro a León (cod.2), insieme al suo allievo Sanctius, nel colophon è la raffigurazione dei due, riconoscibili dalle iscrizioni, mentre sollevano un calice e si congratulano per avere concluso il lavoro e in cui Sanctius riconosce a Florencio l'ufficio di maestro.
Florentius visse almeno fino al 978.